# Puerto Deseado
Puerto Deseado è una cittadina dell'Argentina, appartenente alla provincia di Santa Cruz, capoluogo del dipartimento di Deseado.

## Geografia
La città, fondata il 14 luglio 1884, Puerto Deseado si trova alla foce del río Deseado, a 788 km a nord-est dal capoluogo della provincia di Santa Cruz, Río Gallegos, e 2.024 km a sud dalla capitale Buenos Aires. 

## Storia
La foce del Deseado fu esplorata per la prima volta da Magellano nel 1520. Il 17 dicembre 1586 giunse nell'estuario la flotta, composta dalle navi Desire, Hugh Gallant e Content, del corsaro inglese Thomas Cavendish, il quale ribattezzò l'area Port Desire dal nome della sua imbarcazione ammiraglia. Gli inglesi restarono per dieci giorni ed infine ripresero il loro viaggio.
Nel 1670 il capitano inglese John Narborough giunse alla foce del Deseado e reclamò l'area come dominio di Sua Maestà. Nel 1770, dopo uno scontro armato  con la flotta spagnola presso le isole Falkland, la corvetta inglese Swift fece rotta verso l'estuario, tuttavia, una volta giuntavi, andò a scontrarsi contro una roccia ed affondò. Lo spagnolo Antonio de Biedma y Narváez fondò nel 1780 un primo insediamento che dovette però essere abbandonato dopo soli quattro anni. Nel 1790 la Real Compañía Marítima tentò nuovamente di colonizzare l'area costruendovi un forte che tuttavia fu definitivamente abbandonato nel 1807.
Nel 1883 il capitano italiano Antonio Oneto fu inviato ad esplorare la valle del río Deseado. Dopo una perlustrazione del territorio egli inviò un rapporto a Buenos Aires dove sollecitava la fondazione di una colonia lungo il fiume. Oneto, nominato nel frattempo governatore della nuova città, tornò nella capitale argentina dove reclutò i primi 25 coloni. I nuovi abitanti giunsero a Puerto Deseado nel luglio 1884, tuttavia fu solamente l'anno seguente, con l'arrivo del bestiame, che la colonia poté iniziare a svilupparsi economicamente e a crescere. 

## Monumenti e luoghi d'interesse
- Chiesa di Nostra Signora della Guardia

## Cultura

### Istruzione

#### Musei
- Museo Municipale Mario Brozoski
- Museo del ex Ferrocarril Patagónico

## Collegamenti esterni

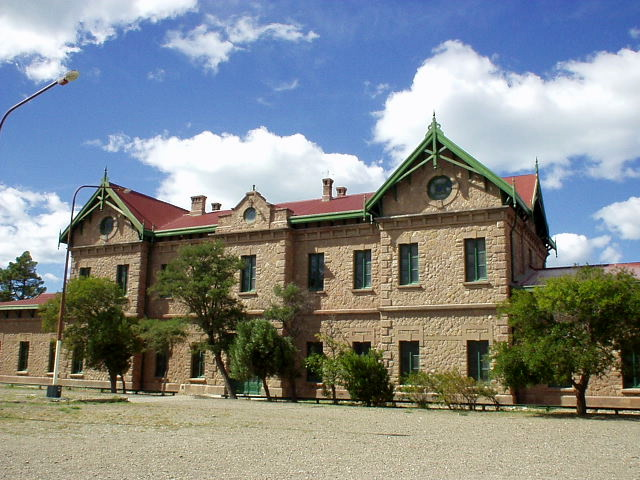
Stazione ferroviaria della città